# أمريكا غوت تالنت الموسم العاشر
تم عرض الموسم العاشر من أمريكا غوت تالنت على قناة إن بي سي في 26 مايو 2015 واختتم في 16 سبتمبر 2015.
كان المضيف لهذا الموسم كان نيك كانون. والحكام هم هاوي مانديل، هايدي كلوم، هوارد ستيرن، ميلاني براون، إضافة للضيوف: نيل باتريك هاريس، مايكل بوبليه، مارلون ويانز، بيرس مورغان.
الفائز بهذا الموسم كان بول زيردين.